# Ivan Geldenhuys
Ivan Danny Geldenhuys (* 9. August 2001) ist ein namibischer Sprinter und Hürdenläufer, der sich auf die 400-Meter-Distanz spezialisiert hat.

## Sportliche Laufbahn
Erste internationale Erfahrungen sammelte Ivan Geldenhuys im Jahr 2017, als er bei den U18-Weltmeisterschaften in Nairobi in 47,17 s den siebten Platz im 400-Meter-Lauf belegte. Anschließend gelangte er bei den Commonwealth Youth Games in Nassau mit 48,38 s auf Rang vier. Im Jahr darauf belegte er bei den Afrikanischen Jugendspielen in Algier in 49,15 s den siebten Platz über 400 Meter und wurde im Finale im 200-Meter-Lauf disqualifiziert. 2022 kam er bei den Afrikameisterschaften in Port Louis mit 48,24 s nicht über die Vorrunde über 200 Meter hinaus und schied über 400 Meter mit 48,24 s im Halbfinale aus. Zudem verpasste er mit der namibischen 4-mal-400-Meter-Staffel mit 3:10,70 min den Finaleinzug. Anschließend schied er bei den Commonwealth Games in Birmingham mit 46,68 s im Semifinale über 400 Meter aus. 2024 schied er bei den Afrikaspielen in Accra mit 48,01 s im Halbfinale über 400 Meter aus und im Juni belegte er bei den Afrikameisterschaften in Douala mit der Staffel in 3:08,69 min den sechsten Platz.
2020 wurde Geldenhuys namibischer Meister im 400-Meter-Lauf sowie 2021 über 400 m Hürden.

## Persönliche Bestzeiten
- 200 Meter: 21,18 s (−0,4 m/s), 29. Februar 2020 in Pretoria
- 400 Meter: 45,93 s, 30. März 2023 in Potchefstroom
- 400 m Hürden: 52,67 s, 1. Februar 2020 in Pretoria